# Bocchigliero
Bocchigliero és un municipi italià, dins de la província de Cosenza, que limita amb els municipis de Campana, Longobucco, Pietrapaola i San Giovanni in Fiore a la mateixa província, i de Savelli a la de Crotona.

## Evolució demogràfica
| Població censada al municipi de Bocchigliero | Població censada al municipi de Bocchigliero  | Població censada al municipi de Bocchigliero |
| -------------------------------------------- | --------------------------------------------- | -------------------------------------------- |
|                                              |                                               |                                              |
| Notes:                                       | Elaboració gràfica per part de la Viquipèdia  |                                              |
|                                              | Font: ISTAT (Institut Nacional d'Estadística) |                                              |